# سليمان الصغير
الشيخ سليمان إمام الصغير عالم بالقراءات العشر والعلوم العربية والشرعية ولد عام 1915 بقرية بركة الحاج التابعة لحي المطرية. تتدرج في التعليم الأزهري حتى صار عضوا بلجنة مراجعة المصحف الشريف بالازهر وأستاذا بكلية الدراسات الاسلاميه بجامعة الأزهر وأستاذا بجامعة أم القرى بمكة المكرمة وجامعة الملك عبد العزيز. توفي الشيخ رحمه الله عام 1999م.